# Казе Фосето (Ферара)
Казе Фосето (итал. Case Fossetto) је насеље у Италији у округу Ферара, региону Емилија-Ромања.
Према процени из 2011. у насељу је живело 17 становника. Насеље се налази на надморској висини од -2 м.